# Selkäjärvi (sjö i Enare, Lappland, Finland)
Selkäjärvi eller Tshielgijärvet är sjöar i Finland. De ligger i kommunen Enare i landskapet Lappland, i den norra delen av landet, 1 000 km norr om huvudstaden Helsingfors. Selkäjärvi ligger 207 meter över havet. Omgivningarna runt Selkäjärvi är i huvudsak ett öppet busklandskap. Arean är 1,11 kvadratkilometer och strandlinjen är 19,56 kilometer lång. Sjön  ingår i Neidenälvens huvudavrinningsområde. 